# Lene Christensen
Lene Christensen (* 4. Februar 2000 in Marstrup) ist eine dänische Fußballtorhüterin, die seit 2022 beim norwegischen Erstligisten Rosenborg Trondheim unter Vertrag steht und 2020 erstmals für die Dänische Fußballnationalmannschaft der Frauen spielte.

## Werdegang

### Verein
Christensen spielte zunächst für KoldingQ in der 3F Ligaen und wechselte 2022 nach Norwegen zu Rosenborg Trondheim. Mit der Mannschaft nahm sie an der Qualifikation zur UEFA Women’s Champions League 2022/23 teil. Nach Auswärtssiegen gegen Breiðablik Kópavogur (4:2) und FK Minsk (1:0) verloren sie zweimal (0:3 und 1:2) gegen Real Madrid und verpassten so die Gruppenphase.

### Nationalmannschaft
Christensen spielte im September 2015 erstmals bei einem Freundschaftsspiel gegen Deutschland für die dänische U-16-Mannschaft. Im April 2016 bestritt sie für die Mannschaft zwei Spiele bei einem UEFA-Turnier in England und im Juli 2016 beim Nordic Cup. Nach zwei Freundschaftsspielen im März 2018 mit der U-19-Mannschaft, nahm sie mit der Mannschaft im April 2018 an der zweiten Qualifikationsrunde (Eliterunde) für die U-19-EM 2018 teil, die sie bei einem Turnier in Portugal mit drei Siegen, in denen sie nur ein Gegentor kassierte, erfolgreich abschlossen. Bei der Endrunde im Juli wurden sie vor den punktgleichen Deutschen und Niederländerinnen aufgrund der im direkten Vergleich besseren Tordifferenz Gruppensieger, verloren dann aber im Halbfinale mit 0:1 gegen Spanien. Im August 2018 unternahmen sie einen neuen Anlauf und Christensen kam beim Turnier der ersten Qualifikationsrunde in Liechtenstein zu zwei Einsätzen. Mit drei Siegen qualifizierten sich die Däninnen für die Eliterunde im April 2019. Nach Siegen gegen die Ukraine (6:0) und Nordirland (3:1) verloren sie aber gegen die gastgebenden Norwegerinnen mit 0:3, wodurch sie die Endrunde verpassten und ihre Zeit in der U-19 endete.
Nach einem Spiel für die U-23-Mannschaft im November 2019 kam sie am 1. Dezember 2020 im letzten Spiel der Qualifikation für die EM 2022 zu ihrem ersten Einsatz in der A-Elf. Sie stand direkt in der Startelf und mit einem torlosen Remis gegen Italien sicherten sich die bereits für die EM-Endrunde qualifizierten Däninnen den Gruppensieg. Bereits bei den vier Qualifikationsspielen im September und Oktober nach der COVID-19-bedingten Unterbrechung der Qualifikation, gehörte sie zum Kader. Beim Spiel gegen Italien stand sie im Tor weil Stammtorhüterin Katrine Louise Abel vor dem Spiel Kontakt zu positiv auf COVID-19 getesteten Spielerinnen hatte. Nach der Qualifikation beendete Abel ihre Karriere und Christensen wurde neue Nummer 1 im Tor der Däninnen. Sie stand dann in der Folge auch bei den meisten Freundschaftsspielen und fünf gewerteten Spielen der erfolgreichen Qualifikation für die WM 2023 im Tor.
Am 16. Juni wurde sie auch für den EM-Endrunden-Kader nominiert. Sie stand bei den drei Gruppenspielen im Tor, von denen die Däninnen nur das Spiel gegen Finnland gewannen und als Gruppendritte nach Niederlagen gegen Deutschland und Spanien ausschieden.
Am 30. Juni wurde sie für die WM-Endrunde in Australien und Neuseeland nominiert, wurde in jedem der vier Spiele ihres Teams eingesetzt und schied mit der Mannschaft im Achtelfinale gegen die Australierinnen aus.